# Tygo Gernandt
Tygo Gernandt (Ámsterdam, 7 de abril de 1974) es un actor de televisión, cine y actor de voz neerlandés. Ha actuado en varias películas neerlandesas, como among them Van God Los, Eilandgasten, Schnitzelparadijs y De Dominee. Encarnó la voz de Proog personaje contrapuesto a Emo (Cas Jansen)  en la película Libre Elephants Dream.

## Filmografía
- 1993: Angie
- 1996: Hugo
- 1996: Woensdag, gehaktdag
- 1996: Naar de Klote!
- 1999: Jezus is een Palestijn
- 2001: Emergency Exit
- 2001: Soul Assassin
- 2003: Van God los
- 2003: Anderland
- 2004: Kaas
- 2004: De Dominee
- 2004: Poot!
- 2005: Het Schnitzelparadijs
- 2005: Joyride
- 2005: Eilandgasten
- 2006: Ik Omhels je met 1000 armen
- 2006: Zoop in India
- 2006: Paid
- 2006: Vivere
- 2006: SEXtet
- 2008: Nefarious
- 2008: Dunya en Desie
- 2008: Oorlogswinter
- 2009: Carmen van het Noorden
- 2009: Mijn vader is een detective
- 2009: Het leven uit een dag
- 2010: First Mission
- 2010: Black Death